# Wirfus

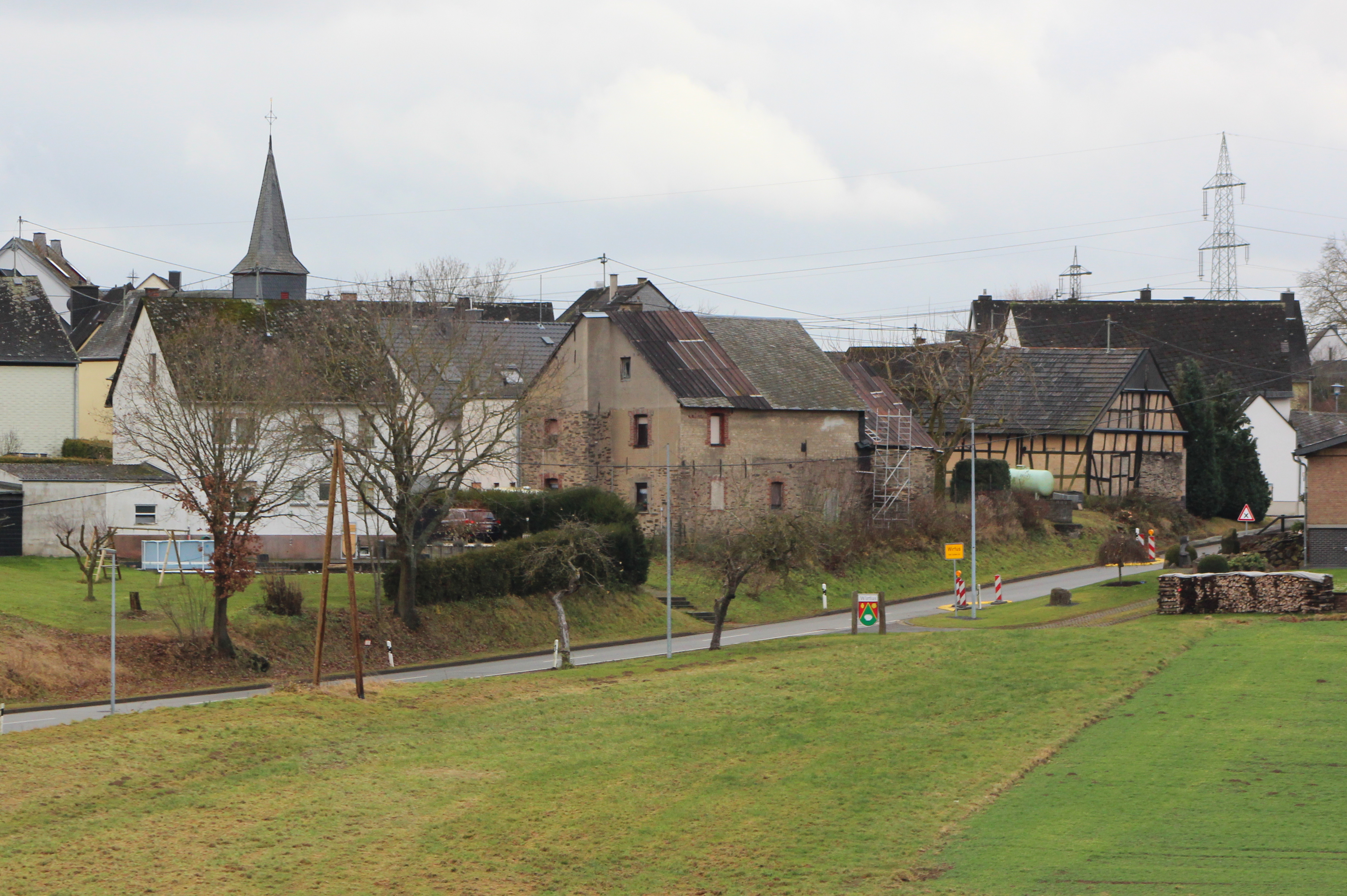
Ansicht von Wirfus

Wirfus ist eine Ortsgemeinde im Landkreis Cochem-Zell in Rheinland-Pfalz. Sie gehört der Verbandsgemeinde Cochem an.

## Geographie
Wirfus liegt sechs Kilometer südöstlich der Stadt Kaisersesch und gut drei Kilometer nördlich der Mosel auf einen von Westen nach Osten zum steilhängigen Tal des Pommerbachs langsam abfallenden Bergrücken. Die Ortschaft umfasst Höhenlagen zwischen gut 325 m ü. NHN und knapp 350 m ü. NHN. Naturräumlich lässt sich das zu zwei Dritteln landwirtschaftlich genutzte Gemeindegebiet dem Kaisersescher Eifelrand in der Östlichen Moseleifel zuordnen. Zu Wirfus gehören die Wohnplätze Siedlung Wirfus, Villa Margaretha, Wirfuserbach und Lesche-Hof.
Wirfus grenzt (im Uhrzeigersinn) an die Ortsgemeinden Zettingen, Dünfus, Binningen, Kail, Klotten, Illerich und Hambuch.

## Geschichte
Der Ort wurde im Jahre 1056 erstmals urkundlich erwähnt.
Bis zum Ende des 18. Jahrhunderts gehörte Wirfus landesherrlich zu Kurtrier und war dem Hochgericht Klotten im Amt Cochem zugeordnet. Im Trierer Feuerbuch aus dem Jahr 1563 waren 18 Feuerstellen (Haushalte) in Wirfus verzeichnet, 1684 waren es nur 12.
Im Jahr 1794 hatten französische Revolutionstruppen das Linke Rheinufer annektiert, von 1798 bis 1814 gehörte Wirfus zum Kanton Cochem im Arrondissement Koblenz des Rhein-Mosel-Departements. Munizipalräte (Wirfuser Gemeindevertreter in der Mairie Pommern) waren die Bürger Thernes und Tönnes.
Aufgrund der Beschlüsse auf dem Wiener Kongress (1815) wurde die Region dem Königreich Preußen zugeordnet. Unter der preußischen Verwaltung kam die Gemeinde Wirfus zur Bürgermeisterei Pommern im Kreis Cochem, der zum neuen Regierungsbezirk Koblenz sowie von 1822 an zur Rheinprovinz gehörte.
Seit 1946 ist die Gemeinde Wirfus Teil des Landes Rheinland-Pfalz, seit 1968 gehörte sie der Verbandsgemeinde Cochem-Land (seit 2009 Verbandsgemeinde Cochem) an und seit 1969 zum Landkreis Cochem-Zell.
Statistik zur Einwohnerentwicklung
Die Entwicklung der Einwohnerzahl der Gemeinde Wirfus, die Werte von 1871 bis 1987 beruhen auf Volkszählungen:
| Jahr | Einwohner |
| ---- | --------- |
| 1815 | 282       |
| 1835 | 349       |
| 1871 | 290       |
| 1905 | 275       |
| 1939 | 308       |
| 1950 | 300       |

| Jahr | Einwohner |
| ---- | --------- |
| 1961 | 276       |
| 1970 | 271       |
| 1987 | 237       |
| 1996 | 123       |
| 2005 | 205       |
| 2017 | 98        |

## Politik

### Gemeinderat
Der Gemeinderat in Wirfus besteht aus sechs Ratsmitgliedern, die bei der Kommunalwahl am 9. Juni 2024 in einer Mehrheitswahl gewählt wurden, und der ehrenamtlichen Ortsbürgermeisterin als Vorsitzender.

### Bürgermeister
Helena Laubenthal wurde am 12. Juli 2024 Ortsbürgermeisterin von Wirfus. Bei der Direktwahl am 9. Juni 2024 war sie als einzige Bewerberin mit einem Stimmenanteil von 66,4 % gewählt worden.
Laubenthals Vorgänger Herbert Thönnes hatte das Amt von 2009 bis 2024 inne.

### Wappen
| Wappen von Wirfus | Blasonierung: „Durch goldenen Stabsparren geteilt, oben rechts in Rot goldene Pflugschar, oben links in Rot goldene Rose, unten in Grün silberne Urne.“ |
| Wappen von Wirfus | |

## Wirtschaft und Infrastruktur

### Verkehr
Wirfus besitzt keinen SPNV-Anschluss. Nächstgelegener Haltepunkt ist Klotten an der Moselstrecke.

## Persönlichkeiten
- Johann Junglas (1898–1963), Politiker, geboren in Wirfus
- Peter Geyermann (1941–1978), römisch-katholischer Ordensmann, Missionar und Märtyrer, geboren in Wirfus